# Parrandas
Parrandas – tradycyjne festiwale odbywające się zwykle pod koniec roku wśród społeczności zamieszkujących 18 miejscowości w środkowej części Kuby.

## Historia

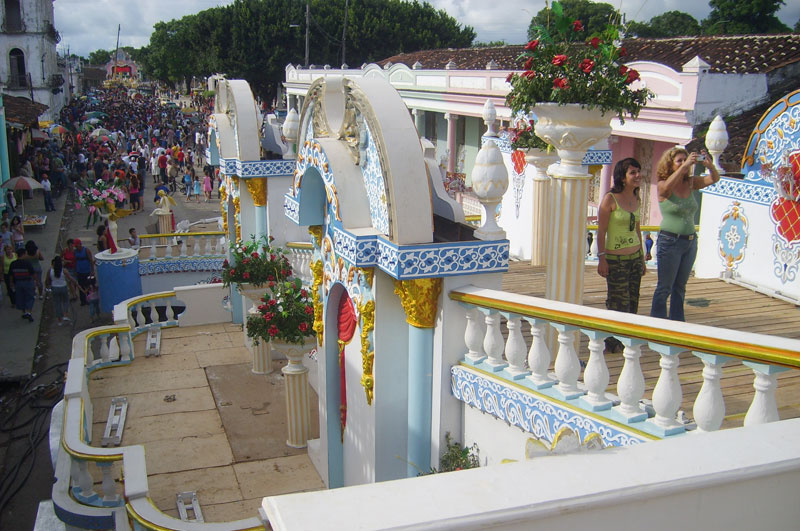
Przygotowywanie platformy na święto, Camajuaní (2007)

Święto Las Parrandas po raz pierwszy odbyło się w 1820 roku w mieście Remedios w prowincji Villa Clara. Z czasem tradycja stawała się coraz bardziej popularna; w 1892 roku festiwale zorganizowano po raz pierwszy w miastach Caibarién, Camajuaní, Placetas i Yaguajay oraz we wsiach Zulueta i Buena Vista w gminie Remedios i Vueltas w gminie Camajuaní. W szczytowym okresie Parrandas odbywały się wśród 40 różnych społeczności. Współcześnie tradycja jest nadal kultywowana w 18 miejscowościach znajdujących się w środkowej Kubie, w północnych częściach trzech prowincji: Villa Clara, Sancti Spíritus i Ciego de Avila.
Emigranci z tej części kraju, którzy osiedlili się w latach 40. XX wieku w Stanach Zjednoczonych (głównie w okolicach Miami na Florydzie), również obchodzą co roku podobne święto.
W 2018 roku podczas odbywającej się w Port Louis na Mauritiusie 13. sesji Międzyrządowego Komitetu ds. Ochrony Niematerialnego Dziedzictwa Kulturowego święto wpisane zostało na listę reprezentatywną niematerialnego dziedzictwa kulturowego UNESCO. Nazwa wpisu w języku angielskim to Festivity of Las Parrandas in the centre of Cuba, zaś w języku hiszpańskim – Las Parrandas de la región central de Cuba.

## Charakterystyka

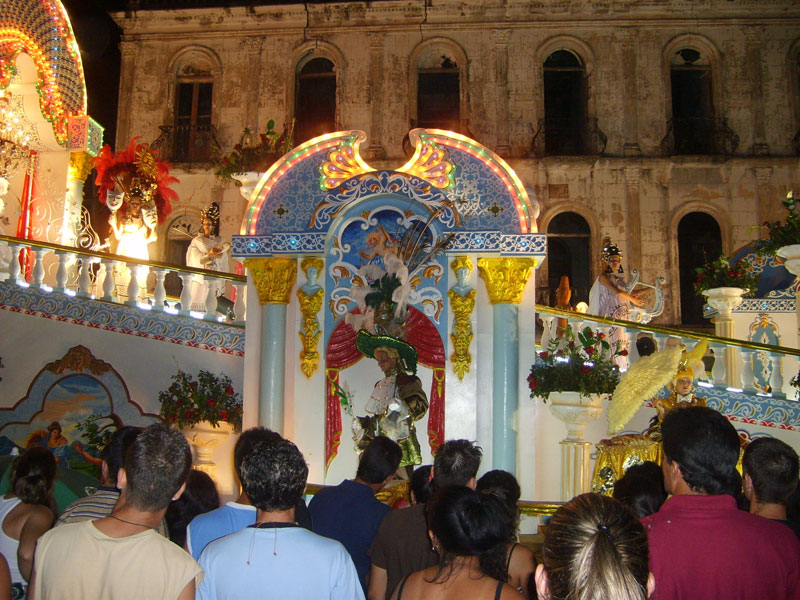
Parranda w Taguayabón (2007)

Parrandas mają formę rywalizacji między dzielnicami lub częściami miejscowości, których łącznie jest 36 (po dwie w każdej z 18 miejscowości). Każda z dzielnic ma swoich „szpiegów”, którzy próbują wykraść informacje o niespodziance szykowanej przez drużynę przeciwną na noc Parrandas i szczegółach występu konkurentów. Mieszkańcy przez cały rok przygotowują się do wydarzenia, projektując i budując repliki pomników oraz ruchome platformy, na których później występują postacie w specjalnie wykonanych na tę okazję kostiumach. Opracowywana jest muzyka, pieśni i tańce (głównie polka, rumba i conga) oraz tworzone są dekoracje, takie jak lampiony, girlandy, transparenty, proporce czy emblematy z symbolami danej dzielnicy. Platformy składane są z części w magazynach zwanych naves. Ich ostateczny wygląd długo pozostaje tajemnicą; elementy łączone są w całość na kilka godzin przed rozpoczęciem uroczystości. Tradycję uświetniają pokazy fajerwerków.
Udział w święcie biorą wszyscy mieszkańcy danej społeczności, niezależnie od płci, wieku, wyznania, zawodu czy klasy społecznej. Uczestnicy wydarzenia zwani są parranderos (mężczyźni) i parranderas (kobiety). Podział obowiązków podczas przygotowań do festiwalu jest ściśle określony, a prace koordynuje specjalna rada wybierana w tym celu przez mieszkańców.
Transmisja tradycji odbywa się przede wszystkich wśród rodzin, a także w szkołach i zakładach pracy. Święto odgrywa ważną rolę integrującą społeczności, a także stanowi formę podtrzymania tożsamości kulturowej regionu oraz pamięci o lokalnej historii, głównie dzięki barwnym rekwizytom wykorzystywanym na platformach. Ma zatem również znaczenie edukacyjne. Parrandas ciągle wzbogacane są o nowe, współczesne elementy, dzięki czemu tradycja pozostaje żywa.